# Chajarí
Chajarí es un municipio del distrito Mandisoví del departamento Federación en la provincia de Entre Ríos, República Argentina. El municipio comprende la localidad del mismo nombre y un área rural. Según el censo 2010 contaba con una población de 45 848 habitantes, (zona urbana y rural); descendientes de inmigrantes italianos en su mayoría. Su principal actividad productiva es la citricultura, seguida por la ganadería, forestación, horticultura, agricultura y apicultura. Es conocida por los lugareños como “Ciudad de amigos”. El ejido municipal tiene una superficie de 21.700 hectáreas y la planta urbana 770 ha. 
La ciudad se ubica sobre la Ruta Nacional N.º 14 en el km 325 sobre el corredor del río Uruguay a 495 km de la ciudad autónoma de Buenos Aires y 340 km de Paraná, capital provincial. Según datos del último censo, ha sido una de las ciudades que ha experimentado uno de los crecimientos demográficos más importantes del país.

## Toponimia
El nombre «Chajarí» proviene del idioma guaraní y significa «arroyo del chajá». Nombre dado, originalmente al arroyo Chajarí, el paraje, y luego a la estación ferroviaria del lugar, por la presencia de arroyos y ríos con abundantes grupos de chajás.

## Historia

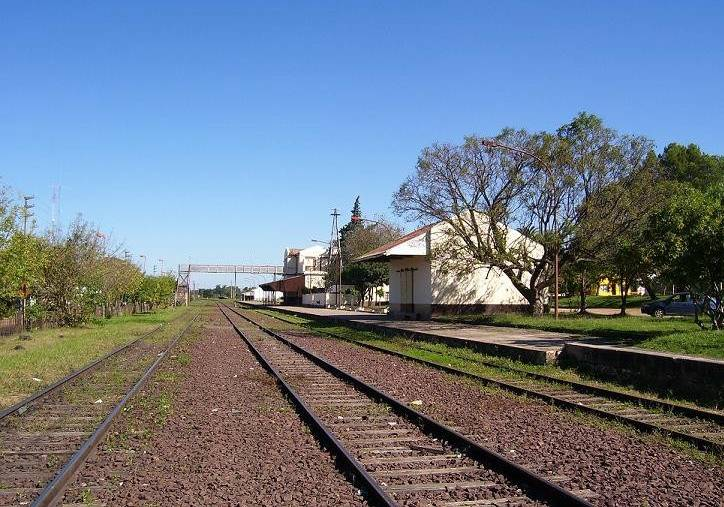
Estación ferroviaria Chajarí.

El 28 de mayo de 1872 fue promulgada la ley n.º 1875, sancionada ocho días antes, por la que se mandó fundar la Villa Libertad:

Art. 1 Eríjanse dos Villas, una sobre la costa del Rio Uruguay, á inmediaciones del arroyo Mocoretá y otra sobre el Rio Paraná, á inmediaciones de la boca del arroyo de Hernandarias, y en los parajes que presenten las mejores condiciones topográficas é hijiénicas, denominándose «Villa Libertad» la primera, y «Villa Hernandarias» la segunda.
 Art. 2. Destínase un área de cuatro leguas cuadradas para la fundación de cada Villa y su respectivo Ejido…

Un decreto del 4 de julio de 1873 aprobó la elección del terreno para la fundación.
La creación de esta ciudad no fue imprevista, surgió como el resultado de un plan llevado adelante por el Gobierno provincial de Entre Ríos y del Gobierno nacional, ante la urgente necesidad social y económica de poblar algunas regiones del país. Al mismo tiempo se buscaba distribuir la creciente ola de inmigración europea que aconteció en ese tiempo en la Argentina. La inmigración provino sobre todo de Italia y fue fomentada por el Gobierno Nacional a partir de 1876, por medio de la oferta de lotes de tierra para su explotación agrícola. Leonidas Echagüe, gobernador de Entre Ríos de ese entonces, promovió esta inmigración y es así que con familias provenientes de Venecia, Lombardía, Trento, el Alto Adigio y Friuli, se comenzó la población del sitio.
Villa Libertad constituyó el primer ensayo orgánico de colonización del Gobierno nacional, cuyo éxito inmediato indujo al gobierno a establecer otros centros de colonización con similares características operativas en distintos lugares del país.
El 20 de abril de 1875 pasó el primer tren por la estación Chajarí del Ferrocarril Este Argentino.
La primera elección municipal para la junta de fomento de Villa Libertad fue realizada el 30 de abril de 1889 y el primer gobierno municipal fue instalado el 20 de junio de 1889. La ley n.º 3013 sancionada el 29 de octubre de 1934 cambió el nombre de Villa Libertad por el de su estación de ferrocarril: Chajarí. Dicha estación se encuentra actualmente funcionando, siendo estación tanto para trenes de carga como de pasajeros. Esta característica fue, principalmente en un comienzo, de vital impulso para el éxito de la colonia. Tras la reforma constitucional del 18 de agosto de 1933 con vigencia desde el 1 de julio de 1935 luego de publicación de la Ley Orgánica de Municipios n.º 3001 el 31 de octubre de 1934, el municipio de Chajarí pasó a ser de 2.ª categoría. La ley n.º 3340 sancionada el 15 de septiembre de 1942 y promulgada el 18 de septiembre de 1942 dispuso la aprobación del censo realizado el 20 de junio de 1942 en Villa Chajarí (9688 habitantes) por lo que el 24 de septiembre de 1942 su municipio fue declarado de primera categoría.

## Demografía
| Gráfica de evolución demográfica de Chajarí entre 1895 y 2010      |
|                                                                    |
| Elaborado a partir de censos de 1895, 1914, 1946, 1991, 2001, 2010 |

## Terremoto de Entre Ríos de 1948
El 21 de enero de 1948 se produjo un terremoto en el noreste de Entre Ríos. Su magnitud estimada fue de 5,5 en la escala de Richter; y su intensidad de grado VI en la escala de Mercalli. Según el INPRES de Argentina, su epicentro estuvo a una profundidad de 30 km en las coordenadas geográficas 30°45′59″S 57°59′12″O. Ese punto se encuentra a 6 km al sur de Chajarí; sintiéndose muy fuerte en Chajarí y en San José de Feliciano y con menor intensidad en Concordia y Paraná. Produjo pequeños daños en Monte Caseros, Curuzú Cuatiá y Goya (en la provincia de Corrientes).

El INPRES ha tildado a la provincia de Entre Ríos como un área de sismicidad baja. Y, como toda la gran región mesopotámica, es un área de baja sismicidad, con las fallas del río Paraná, río Uruguay, y el Río de la Plata.

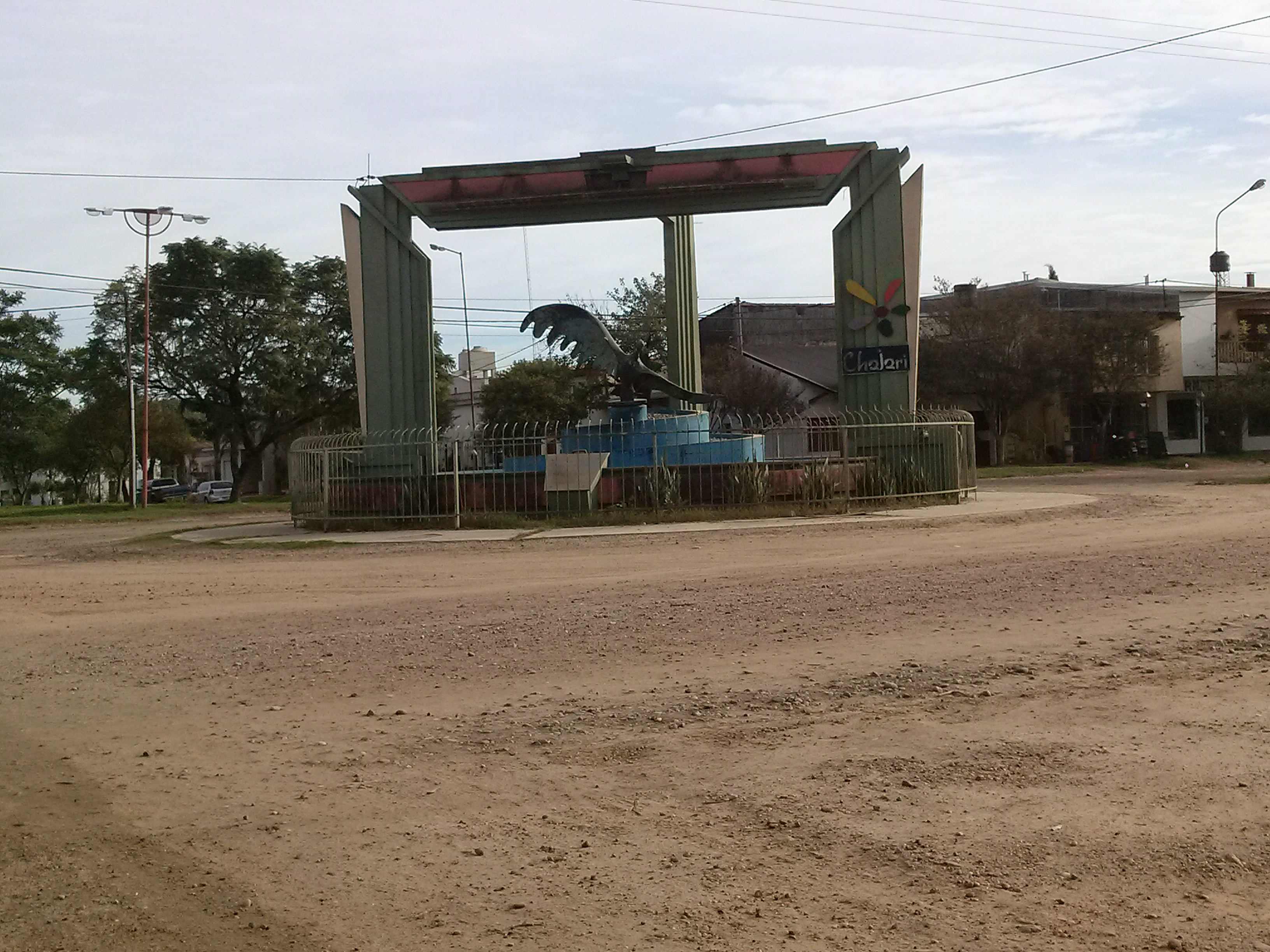
- Fuente de los Sueños y Esperanzas*, ubicada en el centro de las intersecciones de la Av. 25 de Mayo y Av. 9 de Julio en el barrio «Santa Rosa».

## Ejido municipal
La ley n.º 1875 de 1872 que mandó fundar Villa Libertad estableció que su ejido debía ser de cuatro leguas cuadradas, pero en 1877 se produjo una primera ampliación de 3 leguas cuadradas de chacras cedidas por el gobierno provincial en la futura Villa del Rosario. En 1885 se produjo una segunda ampliación de la Colonia Villa Libertad al incorporar cuatro leguas cuadradas de la Colonia Ensanche Sauce. Al establecerse el municipio el 20 de junio de 1889 abarcaba 11 leguas cuadradas. El 19 de septiembre de 1961 fue sancionada la ley n.º 4381 -promulgada el 26 de septiembre de 1961- que aprobó la creación del municipio de Villa del Rosario y ratificó el ejido originario de Chajarí, de 4 leguas cuadradas, separando los dos ensanches:

Art. 1.º Ratifícase la jurisdicción originaria asignada a la Municipalidad de Chajarí, conforme a los límite que se le fijan a continuación (...)

El 2 de diciembre de 1987 fue sancionada la ley n.º 8010 que fue promulgada el 9 de diciembre de 1987, que ampliaba el ejido municipal de Chajarí hasta el río Mocoretá. Sin embargo, al cambiar el gobierno provincial el día siguiente la ley no fue publicada y no pudo entrar en vigencia. El 23 de diciembre de 1987 fue sancionada la ley n.º 8055 (promulgada el 29 de diciembre de 1987) que derogó la ley n.º 8010 junto a otras leyes no publicadas por el nuevo gobierno alcanzando el arroyo Tiguá y el río Mocoretá hacia el oeste, y hacia el sudoeste un sector que fue parte de la Colonia Ensanche Sauce y un área rural adyacente. La ampliación del ejido tuvo lugar cuando se sancionó la ley n.º 8393 el 22 de agosto de 1990 (promulgada el 17 de septiembre de 1990), que incorporó parte de la Colonia Belgrano.

## Gobierno Municipal (1889-2023)
- 1889 a 1894 José Campodónico   ╠═ Rige Constitución de 1883
- 1894 a 1899 Enrique Dose
- 1899 a 1901 Eduardo Paredes
- 1901 a 1903 Arturo González Vicente
- 1904 a 1906 Eduardo Paredes    ╠═ Rige Constitución de 1903
- 1906 a 1908 Eduardo Paredes
- 1908 a 1912 Eduardo Paredes
- 1912 a 1914 Domingo Francioni
- 1914 a 1914 Aníbal B. Rodríguez
- 1914 a 1915 Carmelo Benítez
- 1915 a 1915 Feliciano S. Grana
- 1915 a 1916 Indalecio Solé
- 1916 a 1918 Carlos Arnaud
- 1918 a 1920 Juan A. Gallino
- 1920 a 1922 Nicolás Bonelli
- 1922 a 1923 Indalecio Solé
- 1923 a 1924 Pedro Lena
- 1924 a 1926 Justo F. Méndez
- 1926 a 1928 Justo F. Méndez
- 1928 a 1930 Vicente Maffiolli
- 1930 a 1932 Miguel Tabeni
- 1932 a 1934 Modesto R. Cemborain
- 1934 a 1935 José Depretto
- 1935 a 1937 Justo F. Méndez
- 1937 a 1939 Justo F. Méndez
- 1939 a 1941 Silvio J. Sella
- 1941 a 1943 Silvio J. Sella
- 1943 a 1943 Miguel R. Pericoli** ╠═ Revolución del ´43
- 1943 a 1948 Nicolás D´Angelo**
- 1948 a 1948 José V. Carbonell**
- 1948 a 1950 Ramón T. Benítez
- 1950 a 1952 Pascual Domingo Monti
- 1952 a 1955 José Justo Ressio
- 1955 a 1955 Adolfo Raúl Lalosa
- 1955 a 1958 Juan Pietrobelli** ╠═ Revolución Libertadora (Argentina)
- 1955 a 1958 Constantino Fangi**
- 1958 a 1962 Domingo Cano
- 1962 a 1962 Domingo Cano
- 1962 a 1963 Joaquín D. Arreseigor** ╠═ Golpe Militar del ´62
- 1963 a 1966 Domingo Cano
- 1966 a 1966 Cap. Enrique Alberto Sigón** ╠═ Revolución Argentina
- 1966 a 1973 Alfredo Salvador Solé
- 1973 a 1976 Domingo Cano
- 1976 a 1976 José Enrique Sánchez  ╠═ Proceso de Reorganización Nacional
- 1976 a 1981 Reynaldo Hugo Iglesias
- 1981 a 1983 Roberto H. Alday
- 1983 a 1983 Everardo Cardozo
- 1983 a 1987 Domingo Cano  ╠═ Retorno de la Democracia
- 1987 a 1991 Domingo José Cano (UCR)
- 1991 a 1995 Daniel Pedro Tisocco (UCR)
- 1995 a 1999 Pedro Armando Moix (UCR)
- 1999 a 2001 Daniel Pedro Tisocco (UCR)
- 2001 a 2003 Fermín Luis Coullery (UCR)
- 2003 a 2003 José Antonio Fochesatto (UCR)
- 2003 a 2007 Juan Javier García (PJ - FPV)
- 2007 a 2011 Juan Javier García (PJ - FPV)
- 2011 a 2015 José Luis Panozzo (PJ - FPV)
- 2015 a 2019 Pedro J. Galimberti (UCR - Cambiemos)
- 2019 a 2021 Pedro J. Galimberti (UCR - JxC)
- 2021 a 2024  Antonio Marcelo Borghesán (Partido Socialista - JxC)
- 2024 a 2027  Antonio Marcelo Borghesán (Partido Socialista - JxC)

## La ciudad

### Barrios
La ciudad se subdivide en varios conglomerados de manzanas, denominados barrios. Entre ellos: 
1. Paso Chajarí
2. Tacuabé
3. Tagüé
a. Barrio 23 de Mayo
4. Los Trifolios
5. Angelita Tagliapietra
6. Coronel Guarumba
7. San Isidro
8. Retobo
9. El Naranjal
10. San Clemente
11. 1.º de Mayo
12. Aeroclub
13. Villa Anita
14. Estación 
b. Barrio Sol
c. Barrio 12 de Octubre
15. Centro
16. La Tablada
17. San José Obrero
18. Vélez Sarsfield
19. Centenario
20. Pancho Ramírez
21. Villa Alejandrina
d. Las Leñas
22. Pinar 
e. 120 viviendas
f. 100 viviendas
23. Salto
24. Santa Rosa 
g. 22 viviendas
25. Tropezón
26. Parque
27. Chaco
28. Sacachispas
h. 40 viviendas
29. Belén
30. Jardín
31. Las 14
32. Bicentenario
33. Domingo Cano
34. Los Álamos
35. Eva Perón
36. Los lapachos
37. EL Cerro
38. Barrio Verde
39. Barrio Citrícola

-- Otros barrios
1. Ex Sociedad Rural
2. 50 viviendas
3. Belén
4. Al Sur
5. Norte

## Geografía
La ciudad se monta sobre un terreno llano con leves ondulaciones. Estas últimas corresponden a vestigios finales (hacia el norte) de las grandes lomadas o cuchillas que moldean a la provincia de Entre Ríos.
Algunos elementos geográficos distorsionan la organización de la planta urbana, estos son las vías ferroviarias y los arroyos.
Dado que Chajarí fue expandiéndose en torno a la estación ferroviaria y a sus correspondientes vías, la ciudad debió adaptarse a tal elemento inmóvil a medida que la civilización fue avanzando. Las vías del tren corren en dirección sur a norte, razón por la cual dividen a la ciudad en dos grandes porciones, una porción este y otra oeste. Por otro lado, dos arroyos transcurren por la planta urbana de Chajarí. El arroyo Yacaré emerge en la zona noroeste de la ciudad, transcurre hacia el este y se desvía hacia el norte por donde abandona la ciudad. Por su parte, el arroyo Chajarí compromete a la región sudoeste de la ciudad para luego desviar su curso hacia el norte.
En su recorrido, ambos cauces hídricos atraviesan la ciudad, pero, a diferencia de las vías ferroviarias, no han sido respetados en su integridad geográfica original. Muchas construcciones edilicias contiguas han provocado mínimas desviaciones en los cursos y afluentes de estos arroyos. Este fenómeno cobró importancia durante los períodos de abundantes precipitaciones donde los caudales de estos arroyos se vieron incrementados en forma significativa. Diferentes grados de inundaciones se registraron en torno a los mismos. Por este motivo las autoridades competentes relacionadas con la urbanización dan importancia al respeto de la geografía hídrica de la ciudad.

## Clima
Posee un clima subtropical sin estación seca, con variaciones estacionales.
- Verano: Tiempo cálido, con máximas en torno al mediodía y primeras horas de la tarde. Las noches son templadas.
- Otoño: Tiempo agradable durante todo el día y fresco por las noches.
- Invierno: Días frescos y noches frías.
- Primavera: Tiempo agradable durante todo el día.

Temperaturas máximas y mínimas 1961/2000
Verano Invierno
Máx 50 °C Máx 35.5 °C
Min 4.9 °C Min -5.0 °C
Otoño Primavera
Máx 38.1 °C Máx 38.1 °C
Min -1.1 °C Min -3.0 °C
Precipitaciones 
- Verano: 400 mm
- Otoño : 300 a 400 mm
- Invierno: 150 a 200 mm
- Primavera: 300 mm

Precipitación anual: 1200 a 1500 mm
Página sobre el clima y tiempo de Chajarí - Meteorología Chajarí 

## Termas

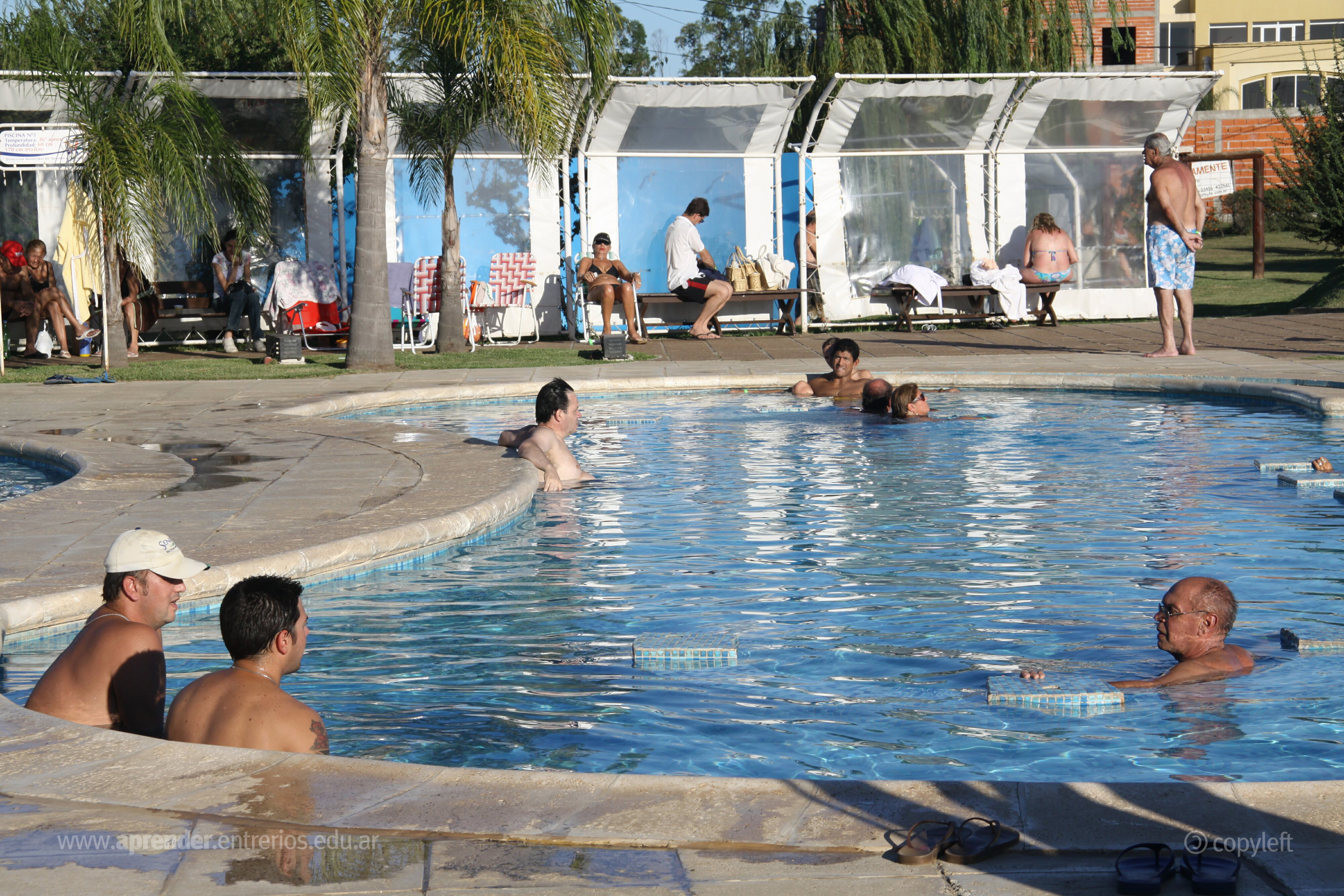
Complejo termal de Chajarí.

Chajarí posee un parque de aguas termales, que se encuentra ubicado sobre el kilómetro 329 de la Autovía Nacional “José Gervasio Artigas” y la avenida “Padre Miguel Gallay”.. El pozo termal fue concluido en 2001 y es, junto con las termas de Federación, Concordia, Colón y Villa Elisa, uno de los primeros pozos termales de la provincia, siendo un atractivo turístico de interés internacional.

## Clubes
- Santa Rosa: La sede central se encuentra en el barrio centro y el campo de deportes está ubicado barrio Santa Rosa. Deportes: Fútbol, Básquet, Vóley, Tenis, Paddle, Pelota Paleta, Gimnasio y Fútbol 5.
- Vélez Sarsfield: barrio Vélez. Deportes: fútbol, basquetbol, vóley, tenis, paddle, bochas (cancha sintética y de polvo), pelota paleta, natación, hockey y ajedrez.
- Tiro Federal: al lado de Villa Anita. Deportes: fútbol.
- 1.º de Mayo: barrio 1.º de Mayo, de aquí proviene el futbolista de Universidad Católica (Fernando Zampedri). Deportes: fútbol.
- Ferrocarril: barrio 1.º de Mayo, de aquí proviene el futbolista del Real Club Celta de Vigo, Facundo Roncaglia, y Marcelo Scatolaro. Deportes: Fútbol.
- Curiyú: Predio en el barrio cerca del barrio Infierno, de aquí proviene el rugbista del Club Atlético Estudiantes de Paraná e integrante de la Selección Juvenil de Rugby «Los Pumitas» y «Pampas XV», Nahuel Lobo. Deportes: rugby y hockey.
- Chispas: ubicado en el barrio Sacachispas. Deportes: fútbol.
- La Alejandrina: ubicado en Villa Alejandrina. Deportes: fútbol.
- San Clemente: el cual recibe su nombre por el barrio donde se sitúa, actualmente sus únicos deportes son el fútbol y las «Bochas» con cancha sintética.
- Club Náutico Mandisovi: es un club dedicado al actividad náutica recreativa de vela, remo y motor. Si bien es una institución fundada en la ciudad de Chajarí, desarrolla sus actividades en un predio propio ubicado sobre las márgenes del Lago de Salto Grande en la zona de Santa Ana.

## Carnavales
En Chajarí son típicos los carnavales en febrero, mes en el que se presentan. Antes Los clubes contaban con su propia comparsa. 
Los carnavales en Chajarí tuvieron su auge desde el año 2000 hasta el año 2007, en esos años el nivel de carnaval chajariense alcanzó un nivel de competencia de muy grande a nivel Nacional, convirtiéndose en una atracción cultural y turística muy grande e importante durante los veranos. En el año 2008 las comparsas no salieron a la manga terminándose los carnavales hasta el año 2016; volviendo con las comparsas "Pura Sensación" y "Baila Chajarí".  
Comparsas actuales (edición 2024):
- Vélez Sarsfield: Sirirí.
- Ferrocarril: Fénix.
- 1.º de Mayo: Aluminé.
- San Clemente: Amarú.

Listado de comparsas ganadoras (2017-2024)
- AÑO 2018

1.º puesto: Sirirí.
2.º puesto: Yasí Verá.
3.º puesto: Pura Sensación.
4.º puesto: Fénix.
- AÑO 2019

1.º puesto: Sirirí.
2.º puesto: Aymará.
3.º puesto: Fénix.
4.º puesto: Ysarí Pora.
- AÑO 2020

1.º puesto: Sirirí.
2.º puesto: Yasí Verá.
3.º puesto: Pura Sensación.
4.º puesto: Fénix.
- AÑO 2021: PANDEMIA.
- AÑO 2022: NO COMPETITIVO.

Comparsas que participaron: Sirisí, Fénix, Ysatí Pora y Aluminé
- AÑO 2023

1.º puesto: Sirirí.
2.º puesto: Amarú.
3.º puesto: Fénix.
4.º puesto: Aluminé.
- AÑO 2024

1.º puesto: Aluminé.
2.º puesto: Sirirí.
3.º puesto: Amarú.
4.º puesto: Fénix.

## Masonería
En Chajarí trabaja la Respetable Logia Villa libertad N°739 desde el año 2017 hasta la actualidad bajo los auspicios de la Gran Logia de la Argentina de Libres y aceptados Masones. Previamente desde el año 1903 a 1917 funcionó en la antigua Villa Libertad, la Logia General Mitre N°184.

## Despliegue de las Fuerzas Armadas
| Unidad del Cu Ej Chajarí                                                | Abreviatura |
| ----------------------------------------------------------------------- | ----------- |
| Regimiento de Caballería de Tanques 7 «Coraceros Coronel Ramón Estomba» | RC Tan 7    |

## Parroquias de la Iglesia católica en Chajarí
| Parroquia          | Localidad | Decanato   | Departamento | Fecha de erección     | Capillas |
| ------------------ | --------- | ---------- | ------------ | --------------------- | --- |
| María Auxiliadora  | Chajarí   | Zona Norte | Federación   | 4 de enero de 1969    | (6): San Pedro (Colonia Freitas), San Isidro Labrador (Colonia Oficial n.° 1), Santa Teresita del Niño Jesús (Colonia Belgrano), Sagrado Corazón de Jesús (barrio Citrícola de Chajarí), Medalla Milagrosa (barrio El Retobo de Chajarí), San Antonio de Padua (Colonia Alemana).            |
| Santa Rosa de Lima | Chajarí   | Zona Norte | Federación   | 15 de julio de 1912   | (10): San Roque (Colonia Villa Libertad), San José (Colonia Santa Juana), San Ramón (Colonia Peña), San Cayetano, Virgen de Lourdes (Colonia La Fraternidad), La Candelaria, Santa María Virgen, Medalla Milagrosa, San Miguel, hogar de ancianos municipal (barrio Sacachispas de Chajarí). |
| San José Obrero    | Chajarí   | Zona Norte | Federación   | 20 de febrero de 1999 | (2): San Antonio, Inmaculado Corazón de María (Colonia Brambilla), San Benito (barrio Tagüé de Chajarí). San Francisco de Asís (Chajarí). |